# Wilhelm Wilk-Wyrwiński
Wilhelm Wyrwiński ps. „Wilk” (ur. 30 grudnia 1882 w Kętach, zm. 28 grudnia 1918 pod Persenkówką) – malarz, grafik, projektant zabawek, major piechoty Wojska Polskiego, kawaler Orderu Virtuti Militari. 

## Życiorys
Wilhelm Wyrwiński urodził się 30 grudnia 1882 roku w Kętach, w rodzinie Stanisława, oficjała sądowego, i Albertyny z Volkmannów. Był starszym bratem Eugeniusza, oficera Legionów Polskich posługującego się ps. „Kogut”. Miał także siostrę Marię.
Uczył się w seminarium nauczycielskim w Krakowie, a po jego ukończeniu od 1903 studiował malarstwo w Krakowskiej Akademii Sztuk Pięknych u Józefa Unierzyskieg, Józefa Pankiewicza i Józefa Mehoffera. W 1908 roku wstąpił do Związku Walki Czynnej, od 1911 roku był także członkiem Związku Strzeleckiego i instruktorem szkoły podoficerskiej tej organizacji. 

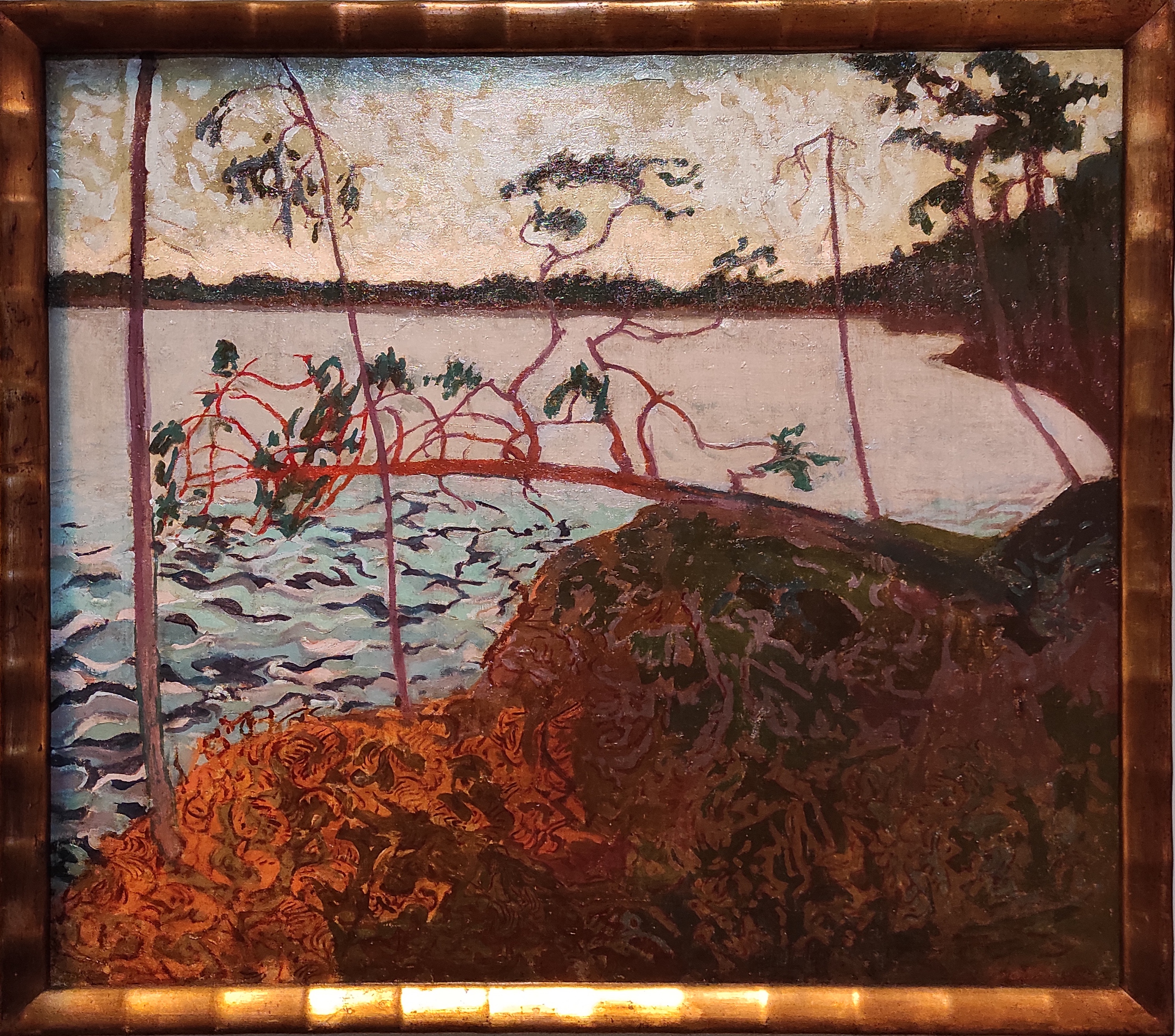
Pejzaż Wilhelma Wyrwińskiego. Muzeum Narodowe w Lublinie

Był pierwszym rysownikiem „Ilustrowanego Kuriera Codziennego". Jego rysunki zamieszczało również w latach 1911–1912 krakowskie czasopismo satyryczne „Abdera”.
W 1914 roku został komendantem plutonu w V batalionie strzeleckim Józefa Piłsudskiego. 22 października 1915 roku odznaczył się w ataku na wieś Kukle na Wołyniu. 1 stycznia 1916 roku został komendantem 4 kompanii VI batalionu 3 pułku piechoty. 29 września 1914 awansował na chorążego, 2 lipca 1915 roku na podporucznika, a 1 listopada 1916 roku na kapitana. Przeszedł cały szlak bojowy I Brygady Legionów Polskich. Pełni służbę wywiadowczą na Wołyniu. Po rozformowaniu jednostki na krótko znalazł się na froncie włoskim. W listopadzie 1918 roku jako kapitan 5 pułku piechoty Legionów objął komendę nad pociągiem pancernym „Piłsudczyk” (nr 1) i wziął udział w obronie Gródka Jagiellońskiego oraz mostu nad Wereszycą. W nocy z 28 na 29 grudnia 1918 pod Persenkówką został zabity przez Ukraińców bagnetami i kolbami karabinów. Pochowany na cmentarzu Rakowickim w Krakowie.
15 lipca 1920 został pośmiertnie zatwierdzony z dniem 1 kwietnia 1920 w stopniu majora, w piechocie, w grupie oficerów byłych Legionów Polskich. Później został pośmiertnie awansowany na stopień podpułkownika.
Malował akwarele. Wraz z Henrykiem Uziembło, Włodzimierzem Koniecznym, Zygmuntem Rozwadowskim i Leonem Wyczółkowskim został kronikarzem Legionów. Pierwsza wystawa jego prac odbyła się w 1916 roku. Druga w 1919 roku już po śmierci, wspólnie z pracami Włodzimierza Koniecznego.

## Ordery i odznaczenia
- Krzyż Srebrny Orderu Wojskowego Virtuti Militari nr 3200 (pośmiertnie)
- Krzyż Niepodległości (pośmiertnie, 19 grudnia 1930)[8]

## Upamiętnienie
Nazwisko Wilhelma Wilka-Wyrwińskiego zostało wymienione na tablicy umieszczonej na Pomniku Obrońców Lwowa na Persenkówce.
W 1991 ustanowiono w Krakowie ulicę jego imienia.